# 1981 chez Disney
L'année 1981 au sein de la société Walt Disney Productions est marquée la sortie de Rox et Rouky et le lancement du spectacle sur glace qui deviendra Disney on Ice. Les divisions cinématographique et télévisuelles sont en berne, l'activité est maintenue par des ressorties et des éditions en vidéos tandis que les parcs d'attractions fêtent leur anniversaire respectif. 
Du côté des futures filiales, ABC, ESPN, Lucasfilm et Marvel poursuivent leur croissance. 

## Résumé
Plusieurs indices montrent un début de changement profond de l'entreprise Disney avec une part important des revenus provenant des parcs à thèmes et des éditions vidéos et non plus des sorties en salles, le marché du cinéma étant marqué par des ressorties. Le studio a recours à des techniques comme le double programme pour augmenter ses recettes. Mais le succès de franchises produites par d'autres studios d'Hollywood (Star Wars, Indiana Jones,...) montrent que le problème est interne. 
Walt Disney Productions achète pour 46,2 millions d'USD à la société Retlaw Enterprises, détenue par la famille Disney (sa veuve et ses deux filles), les droits sur le nom « Disney », ainsi que le monorail et le train de Disneyland.
En 1981, une étude interne comprenant un inventaire établit que le studio possède 250 longs métrages, 456 courts métrages d'animation et 27 années des programmes télévisuels, la plupart jamais rediffusé. Jim Jimirro, directeur du service des nouveaux marchés propose à la direction de la société Disney de créer sa propre chaîne de télévision. Le projet mettra deux années à voir le jour.
L'entreprise ferme la filiale The Walt Disney Distributing Company, créée en 1971, qui à ses débuts vendait des licences de biens de consommations à des sociétés tierces puis concevait des designs pour ces sociétés,.

### Productions cinématographiques
L'entreprise poursuit ses tentatives de toucher un plus large public malgré l'échec du Trou noir (1979) et planifie une seconde sortie des Yeux de la forêt (1980) avec une version alternative à la suite de l'accueil initial. Le film Tron est en production. Comme préconisé par Terry Lawson du Dayton Journal Herald en 1979, avec cet échec « la machine à rêve devra se contenter d'une ressortie de ses classiques d'animation deux fois par an et quelques nouveaux films comme ceux avec Don Knotts ».  Les recettes cinématographiques restent constantes toutefois ce ne sont pas les nouvelles productions qui génèrent ces revenus mais les sorties sur support vidéos avec le marché à la maison, surtout la location de cassettes VHS. Le magazine Disney News annonce un film biographique sur Albert Einstein mais il n'a jamais été produit.
Le studio d'animation sort une nouvelle production Rox et Rouky, la première depuis Les Aventures de Bernard et Bianca en 1977. Les films Les Robinsons des mers du Sud (1960) et  Cendrillon (1950) ressortent au cinéma, le 19 juin pour le premier et le pour le second 18 décembre 1981 . Le projet de film Chantecler reprend vie en 1981 pour être finalisé et diffusé après la sortie de Rox et Rouky (1981) mais est rapidement stoppé au profit du projet Taram et le Chaudron magique (1985). C'est un projet datant de 1941. 
Walt Disney Educational Productions produit un court métrage éducatif intitulé Winnie the Pooh discovers the Seasons notable par le fait que c'est le premier film dont la voix originale de Winnie l'ourson est prêtée par Hal Smith à la suite du décès de Sebastian Cabot.

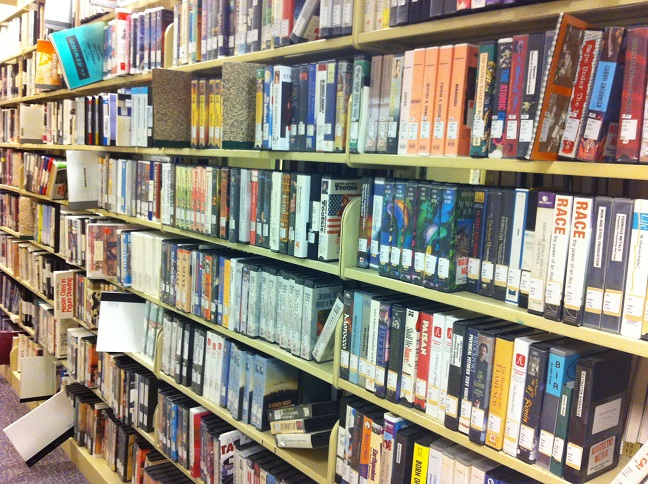
Etagères de cassettes vidéo dans une médiathèque.

Les films Dumbo (1941) et Les Aventures de Winnie l'ourson (1977) sont édités pour la première fois sur vidéocassettes. Parmi les films en prises de vues réelles édités en vidéos on peut noter Fidèle Vagabond (1957), Davy Crockett et les Pirates de la rivière (1956), Monte là-d'ssus (1961) et Gus (1976).
Dans le cadre de la méthode du double programme, le studio ressort les films de la série La Coccinelle couplés à d'autres productions :
- La Coccinelle à Mexico (1980) avec Un vendredi dingue, dingue, dingue (1976)
- Le Nouvel Amour de Coccinelle (1974) avec Les Robinsons des mers du Sud (1960)
- La Coccinelle à Monte-Carlo (1977) avec Nanou, fils de la Jungle (1973)

Mark Arnold citent plusieurs films à succès de l'année 1981 que le studio aurait pu produire, dont certains ont été ajoutés au catalogue plus tard : L'Empire contre-attaque (1980), Les Aventuriers de l'arche perdue (1981), L'Étalon noir (1979), Le Choc des Titans (1981), Superman 2 (1981) et La Grande Aventure des Muppets (1981).
Pour Les Aventuriers de l'arche perdue (1981), la distribution par Disney avait été envisagée mais George Lucas et Steven Spielberg ont demandé une part des profits trop importante et c'est Michael Eisner alors directeur de Paramount Pictures qui accepte la distribution. Eisner deviendra PDG de Disney en 1984 et des attractions Indiana Jones ouvriront à Disneyland et Disneyland Paris dans les années 1990. La société Lucasfilm sera rachetée par Disney en 2012.

### Productions télévisuelles
Le studio annonce la mise en production de la série télévisée Herbie, un amour de Coccinelle, composée de cinq épisodes et diffusée en 1982, avec le retour de l'acteur Dean Jones n'ayant plus incarné le rôle depuis 1977.
Le 31 décembre 1980, NBC annonce l'arrêt de l'émission Disney's Wonderful World pour la prochaine saison sans donner de raison hormis que le contrat prend fin en septembre 1981. Toutefois William Yates, vice-président de Walt Disney Television prévoit d'autres émissions. Diffusé depuis 20 ans sur NBC, l'émission change alors de réseau et de nom pour Walt Disney sur CBS.
Pour l'émission Disney's Wonderful World et Walt Disney, le studio produit plusieurs films et émissions : 
- Disney Animation : The Illusion of Life, qui sera le titre d'un ouvrage de Frank Thomas et Ollie Johnston édité en juin 1981
- A Disney Halloween
- A Disney Storybook
- The Cherokee Trail
- A Magical Disney Christmas
- Walt Disney ... One Man's Dream, initialement intitulé durant la production Walt Disney, The Man, The Artist, The Dreamer

Il y aussi une émission spéciale pour les dix ans de Walt Disney World intitulée Florida's Disney Decade.

### Parcs à thèmes et loisirs
À la suite du succès du 25e anniversaire du parc Disneyland en Californie en 1980, l'année 1981 se poursuit avec le 10e anniversaire du parc Magic Kingdom de Walt Disney World Resort en Floride. 
Le parc californien accueille Gert Schelvis, son 200 millionième visiteur. Sans publicité, le Fantasyland Theater ferme ses portes pour être remplacée en 1983 par Pinocchio's Daring Journey,.
L’Epcot Center Preview Center ouvre au Magic Kingdom, présentant le futur parc EPCOT à compter du 1er juin 1981 avec entre autres le film A Dream Called Epcot.

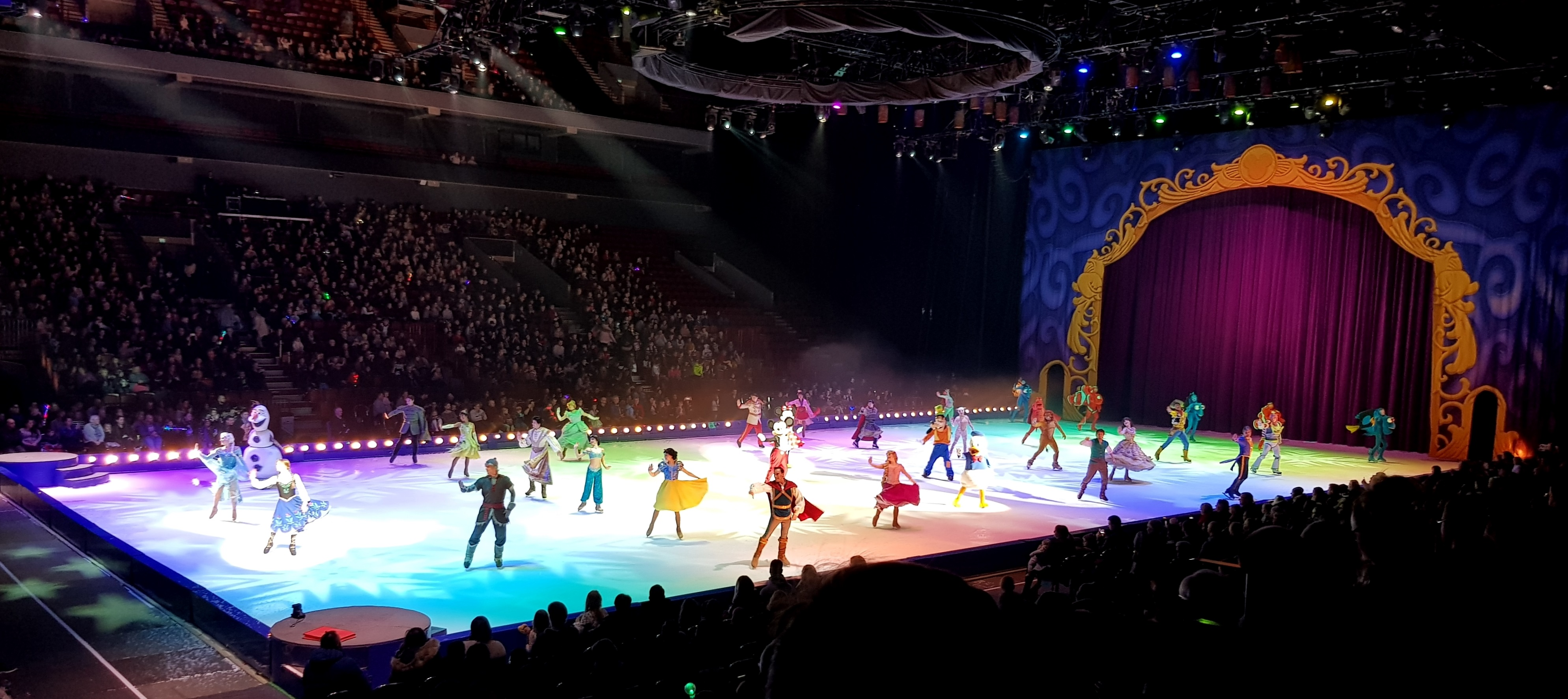
Disney on Ice en 2019.

La société Feld Entertainment lance Disney's World on Ice, un spectacle sur glace Disney. C'est le résultat de longues négociations avec Walt Disney Productions, pour savoir si ce serait un spectacle dédié ou une séquence Disney intégrée au spectacle Ice Follies (en), et d'un budget de plusieurs millions d'USD. Le spectacle est produit par Irving et Kenneth Feld, père et fils aussi propriétaires des Ringling Bros. and Barnum & Bailey Circus. La première a lieu le 14 juillet 1981 à East Rutherford dans le New Jersey et la seconde étape est au Madison Square Garden de New York le 31 juillet 1981. Ce spectacle inspiré du spectacle de 1971 Disney on Parade sera plus tard rebaptisé Disney on Ice.

### Autres médias
La bande origine de Rox et Rouky est nommée pour la 24e cérémonie des Grammy Awards dans la catégorie du meilleur album pour enfants mais sans succès.
Le succès de la compilation musicale Mickey Mouse Disco en 1980 a provoqué l'édition d'autres compilations intitulées Once Upon a Mouse et Mousercise. Ces albums ont été certifiés platine et le second a fait l'objet d'une série sur Disney Channel (à partir de 1983) et de produits dérivés.
La dessinateur Manuel Gonzales, entré comme artiste dans le service publicité de Disney en 1938 prend sa retraite après avoir dessiné et encré les planches hebdomadaires de Mickey Mouse depuis le milieu des années 1940,.

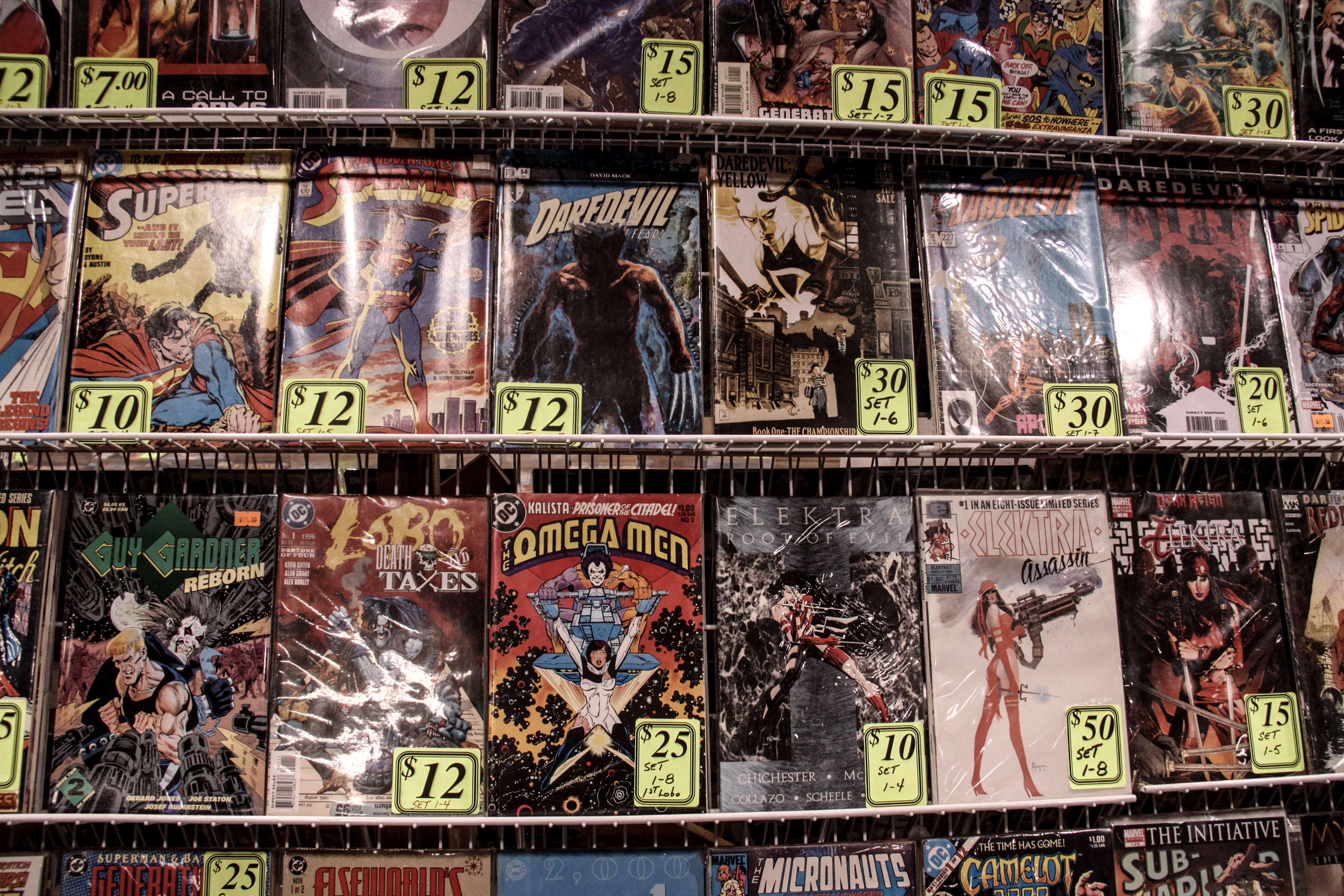
Etagères de comics en 2013.

La société Western Publishing cesse de diffuser ses comics dans les magasins de journaux sous la marque Gold Key Comics et préfère les proposer en lot de 3 sous sachets plastiques dans les supermarchés et les drugstores. Ces comics portent alors la marque Whitman Comics. Ce changement de label s'explique par une modification du marché. En effet, les ventes dans les kiosques s'effondrent et les éditeurs cherchent de nouveaux points de vente. Si l'essor progressif des magasins spécialisés dans la vente de comics permet aux éditeurs indépendants puis aux éditeurs de comics de super-héros de s'en sortir, cela n'apporte rien aux éditeurs qui s'adressent aux enfants car ceux-ci ne se rendent pas dans ces boutiques. La vente dans les grands magasins apparaît donc comme une solution à ce problème mais les résultats pour Western Publishing ne sont pas probant et en 1984, la division comics est fermée.  Deux mini-séries associées à Rox et Rouky et Condorman sont publiées, sous le label Whitman. De son côté Marvel Comics édite la bande dessinée associée au film Le Dragon du lac de feu
Publications Whitman Comics
- Donald Duck
- Mickey Mouse
- Uncle Scrooge
- Walt Disney's Comics and Stories
- Huey, Duey, Louie Junior Woodchunks
- Super Goof
- Chip'n Dale
- Daisy and Donald
- Winnie the Pooh

Sans vraiment de cadre précis, plusieurs éditeurs publient des ouvrages de références sur les productions Disney : 
- Great Moments From the Films of Walt Disney chez Rutledge Press
- Treasury of Stories from Silly Symphonies de Darlene Geis chez Harry N. Abrams
- The Fine Art of Disney's Donald Duck de Carl Barks chez Another Rainbow Publishing
- Walt Disney's Uncle Scrooge McDuck : His Life and Times de Carl Barks chez Celestial Arts
- l'ouvrage The Illusion of Life: Disney Animation d'Ollie Johnston et Frank Thomas, associé à une émission spéciale de Disney's Wonderful World,  est édité chez Abbeville Press en juin 1981.

### Futures filiales
En 1981, American Broadcasting Company lance l'Alpha Repertory Television Service (ARTS), un service de télévision par câble de programmes culturels tel que des ballets et de l'opéra en collaboration avec le Radio City Music Hall. Elle deviendra en 1984 la chaîne Arts & Entertainment Television (A&E).
La chaîne ESPN dépasse les 10 millions de souscripteurs en mai 1981 et les 13 millions en décembre.
En 1981, Marvel achète le studio d'animation DePatie-Freleng Enterprises à Friz Freleng, le célèbre réalisateur des Looney Tunes et son associé David H. DePatie. La société est renommée Marvel Productions.
Lucasfilm, la société de George Lucas, surfe sur deux succès en 1981, le second opus de Star Wars, L'Empire contre-attaque sorti durant l'été 1980 et Les Aventuriers de l'arche perdue lançant la franchise Indiana Jones.
En juillet 1981, les investisseurs Marc Rich et Marvin H. Davis achètent la 20th Century-Fox pour 722 millions d'USD.

## Événements

### Février
- 4 février 1981 : Sortie locale du film Max et le Diable à San Francisco en Californie aux États-Unis[23]
- 6 février 1981 : Sortie nationale du film Max et le Diable aux États-Unis selon Dave Smith[24] et confirmée par le Chicago Tribune[25]
- 11 février 1981 : Sortie locale du film Max et le Diable à Los Angeles en Californie aux États-Unis[26]

### Mars
- 6 mars 1981 : Sortie nationale du film Max et le Diable aux États-Unis selon Mark Arnold[17]
- 20 mars 1981 : Sortie nationale du film Amy aux États-Unis[27],[28]

### Juin
- 1er juin 1981, 
  - Ouverture du EPCOT Center Preview Center à la place de The Walt Disney Story au Magic Kingdom[13], exposition présentant le future parc EPCOT Center
  - première du film A Dream Called Epcot au sein de cette exposition[14]
  - sortie de l'ouvrage de référence The Illusion of Life: Disney Animation d'Ollie Johnston et Frank Thomas édité chez Abbeville Press
- 12 juin 1981 : Sortie du film Les Aventuriers de l'arche perdue de Lucasfilm et Paramount Pictures
- 19 juin 1981 : Ressortie du film Les Robinsons des mers du Sud (1960)
- 26 juin 1981 : Sortie nationale du film Le Dragon du lac de feu aux États-Unis seconde coproduction avec Paramount Pictures[14],[29]

### Juillet
- 2 juillet 1981 : Sortie nationale du film Condorman au Royaume-Uni[30],[31]
- 8 juillet 1981, Walt Disney Productions rachète à la société Retlaw Enterprises les droits sur le nom « Walt Disney »[1]
- 10 juillet 1981, Première mondiale du film Rox et Rouky aux États-Unis[32],[33]
- 14 juillet 1981, Première du spectacle sur glace Disney's World on Ice à East Rutherford dans le New Jersey[34],[15].
- 28 juillet 1981, les investisseurs Marc Rich et Marvin H. Davis achètent la 20th Century-Fox pour 722 millions d'USD[22].
- 31 juillet 1981, Première du spectacle sur glace Disney's World on Ice au Madison Square Garden de New York[15].

### Août
- 7 août 1981 : Sortie nationale du film Condorman aux États-Unis[30],[31]
- 17 août 1981 : Implémentation d'un WEDWay PeopleMover à l'aéroport de Houston au Texas[35]
- 24 août 1981 : Disney récupère les droits d'auteurs pour l'adaptation cinématographique de Tron[36]

### Octobre
- 1er octobre 1981, Début des festivités du 10e anniversaire du Magic Kingdom de Walt Disney World Resort : spectacle Disney World Is Your World et Tennencial Parade
- 7 octobre 1981, Ressortie du film Les Yeux de la forêt (The Watcher in the Woods) avec une version modifiée[37]
- 27 octobre 1981, Sortie du film Condorman en France

### Décembre
- 18 décembre 1981 : Ressortie du film Cendrillon (1950)
- 20 décembre 1981, Fermeture de l'attraction Fantasyland Theater à Disneyland pour construire Pinocchio's Daring Journey qui ouvre en 1983[7],[12]